# Sainte-Suzanne (Doubs)
Sainte-Suzanne è un comune francese di 1 515 abitanti situato nel dipartimento del Doubs nella regione della Borgogna-Franca Contea.

## Società

### Evoluzione demografica
Abitanti censiti